# NBSニュースレポート23:30 FNN
『NBSニュースレポート23:30 FNN』は、1977年4月9日から1987年3月31日まで放送されていた『FNNニュースレポート23:30』の長野放送における差し替えタイトルである。
当該の平日版が『NBSニュースレポート23:00 FNN』である。

## 放送時間
- 土曜日・日曜日 23:30 - 23:40の10分間

## 差し替えの特徴
デジタル数字が「23:30」に変更されている以外は当該の平日版と共通である。

## 当該の平日版との違い
平日版は全国ニュースのみであったが、当該は日曜版のみ後半の5分間をローカルに当てるケースがあった（重要事件・選挙報道など）。
| 長野放送 週末最終版のNBSニュース | 長野放送 週末最終版のNBSニュース | 長野放送 週末最終版のNBSニュース |
| 前番組                           | 番組名                           | 次番組                           |
| -------------------------------- | -------------------------------- | -------------------------------- |
| FNNニュース最終版 （第1期）      | NBSニュースレポート23:30 FNN     | FNNニュース工場                  |

| スタブアイコン | サブスタブ | この項目は、まだ閲覧者の調べものの参照としては役立たない、テレビ番組に関連した書きかけの項目です。この項目を加筆・訂正などしてくださる協力者を求めています（P:テレビ/PJ:放送または配信の番組）。 |